# Žabnjak
Žabnjak je naseljeno mjesto u Republici Hrvatskoj u Zagrebačkoj županiji.Žabnjak je ratarsko-vinogradarski kraj. U mjestu se nalazi kovino-tokarski obrt Kardan spoj i ugostiteljski obrt Pod lipom. U mjestu se nalazi kapelice Majke božje. Samo mjesto je dosta razvijeno, nedaleko mjesta nalazi se osnovna škola Preseka, općina, pošta, frizerski salon, dućan, crkva, nogometno igralište, dvd preseka, lovačka kuća, restaurantom Sidonija preseka i groblje. Mjesto je povezan redovnim autobusni linijama i pikovim radničkih autobusima za radnike Pik vrbovec 
Mogućnost zapošljavanja u Pik Vrbovca i okolnim tvrtkama.  
Kroz mjesto je projektiranja nova cesta koja kreće u izgradnju 2020.godine 

## Zemljopis
Administrativno je u sastavu općine Preseka. Naselje se proteže na površini od 3,21 km².
Nalazi se petnaestak minuta od Grada Vrbovca
Pretežito je brdovit kraj koji obiluje listopadnim šumama i ratarskim njivama. 
U Žabnjak postoje i zaseoci Pušići, Veselići, Schopleri, Strmec.  

## Stanovništvo
Prema popisu stanovništva iz 2001. godine u naselju Žabnjak žive 93 stanovnika i to u 32 kućanstva. Gustoća naseljenosti iznosi 33,33 st./km².
U 2019.godinu u Žabnjak živi 60 stanovnika
Stanovništvo se uglavnom bavi ratarstvom i vinogradarstvom. Prezimena u naselju:Ruga, Kišur, Gradečki, Kemenović, Čadoić, Poljak, Schopler, Lendl, Poljak, Čadoić, Bastalec, Lesković,Zvonar, Bađun, Križan, Kušić, Pušići, Veselići, Moi 
| broj stanovnika |       |       | 75    | 98    | 122   | 75    | 151   | 166   | 154   | 172   | 151   | 152   | 121   | 102   | 93    | 78    | 44    |
|                 | 1857. | 1869. | 1880. | 1890. | 1900. | 1910. | 1921. | 1931. | 1948. | 1953. | 1961. | 1971. | 1981. | 1991. | 2001. | 2011. | 2021. |